# Johan Reinhard
Johan Reinhard (Joliet, 13 dicembre 1943) è un esploratore e antropologo statunitense presso la National Geographic Society.

## Biografia
È anche ricercatore senior al The Mountain Institute, West Virginia, visiting professor all'Universidad Católica de Salta, Argentina, e professore onorario dell'Università Cattolica, Arequipa, in Perù.
Reinhard è famoso per le sue scoperte sulle mummie Inca, tra cui la mummia Juanita e i congelati sacrifici sulle vette delle Ande in Perù e in Argentina. Esplorò le sacre valli dell'Himalaya ed studiò l'archeologia subacquea in alcuni dei laghi più alti del mondo. Ha spiegato il mistero delle Linee di Nazca, i giganteschi disegni del deserto, i siti cerimoniali preispanici costruiti sulle cime delle Ande e gli antichi centri cerimoniali di Machu Picchu, Chavin e Tiahuanaco.

## Opere
- Inca Rituals and Sacred Mountains: A Study of the World's Highest Archaeological Sites (with Constanza Ceruti), University of California. Los Angeles (2010) ISBN 978-1931745765
- Machu Picchu: Exploring an Ancient Sacred Center, University of California, Los Angeles (2007) ISBN 978-1931745444
- The Ice Maiden: Inca Mummies, Mountain Gods, and Sacred Sites in the Andes, National Geographic Society, Washington, D.C. (2005) ISBN 978-1-4262-0176-9
- Machu Picchu: The Sacred Center, Instituto Machu Pichu, Lima (2002) ISBN 9972966402
- Investigaciones arqueológicas en el Volcán Llullaillaco: Complejo ceremonial incaico de alta montaña (with Constanza Ceruti), Universidad Católica, Salta (2000) ISBN 950-623-005-6
- Discovering the Inca Ice Maiden. National Geographic Society, Washington, D.C. (1998) ISBN 0-7922-7142-4
- Exploraciones Arqueológicas Subacuáticas en el Lago Titikaka, (with Carlos Ponce et al.)  Editorial La Palabra, La Paz (1992)
- The Nazca Lines: A New Perspective on their Origin and Meaning. Editorial Los Pinos, Lima (1988, 4th ed.) ISBN 84-89291-17-9
- Las Líneas de Nazca: Un Nuevo Enfoque sobre su Origen y Significado, Editorial Los Pinos, Lima (1987) ISBN 84-89291-18-7
- Nepal Cross-Cultural Trainers Manual (with Underwood and Shrestha), New Educational Research Associates, Kathmandu (1978)

- Inca Mummies on Andean Peaks. In The Modern Explorers, Hanbury-Tenison, R. and Twigger, R. (eds.), Thames & Hudson, London (2013)
- Sacred Featherwork of the Inca.  In Peruvian Featherworks: Art of the Precolumbian Era, King, H. (ed.), the Metropolitan Museum of Art, New York (2012)
- Las Montañas Sagradas y las Culturas Preincaicas de los Andes. In América: Tierras de Montañas y Volcanes. Huellas de la Arqueología. Chávez, M., Iwaniszewski, S., and Cabrera, R. (eds.), Instituto Nacional de Antropología y Historia (INAH), México, D.F. (2012)
- Inca Mummies: Child Sacrifice on Andean Peaks. In Discovery: Unearthing the New Treasures of Archaeology, Fagan, B. (ed.), Thames & Hudson, London (2007)
- Cloud Diving. In They Lived to Tell the Tale: True Stories of Modern Adventure from the Legendary Explorers Club. Russell, J. (ed.), Lyons Press, New York (2007)
- Into the Hidden Crater—An Andean Adventure. Explorers Journal (2003)
- A High Altitude Archaeological Survey in Northern Chile. Revista Chungara (2002)
- Sacred Landscape: The Prehistoric Cultures of the Andes. In Extreme Landscape, MacDonald, B. (ed.), National Geographic Society (2002)
- Coropuna: Templo y Montaña de los Incas. Revista del Centro de Investigaciones Arqueológicas de Alta Montaña (2001)
- Frozen in Time. National Geographic 196 (5) (1999)
- New Inca Mummies. National Geographic 194 (I) (1998)
- The Temple of Blindness: An Investigation of the Inca Shrine of Aconcagua,  Andean Past (1998)
- Llullaillaco: Investigación del Yacimiento Arqueológico más Alto del Mundo, Anales de Arqueología y Etnología (1997)
- Sharp Eyes of Science Probe the Mummies of Peru.  National Geographic (1997)
- Peru’s Ice Maidens. National Geographic (1996)
- House of the Sun: The Inca Temple of Vilcanota. Latin American Antiquity (1995)
- Llullaillaco: An Investigation of the World's Highest Archaeological Site. Latin American Indian Languages Journal (1993)
- Tiahuanaco, Centro Sagrado de los Andes, In Guía Cultural y Turística de Bolivia. Fundación Cultural, La Paz (1992)
- Underwater Archaeological Research in Lake Titicaca, Bolivia. In Ancient America: Contributions to New World Archaeology, Saunders, N. (ed.), Oxbow Books, Oxford (1992)
- An Archaeological Investigation of Inca Ceremonial Platforms on the Volcano Copiapo, Central Chile, In Ancient America: Contributions to New World Archaeology, Saunders, N. (ed.), Oxbow Books, Oxford (1992)
- Sacred Peaks of the Andes. National Geographic (1992)
- Interpreting the Nazca Lines. In The Ancient Americas: Art From Sacred Landscapes, Townsend, R. (ed.), The Art Institute of Chicago, Chicago.
- Investigación Arqueológica de las Plataformas Inca Ceremoniales en los Volcanes de Copiapo y Jotabeche (Región de Atacama). Revista Contribución Arqueológica (1991)
- Tiwanaku: Ensayo sobre su cosmovisión. Revista Pumapunku (1991)
- Tiahuanaco, Sacred Center of the Andes. In The Cultural Guide of Bolivia, McFarren, P. (ed.), Fundación Cultural Quipus, La Paz (1990)
- Heights of Interest. South American Explorer (1990)
- Informe sobre una sección del camino Inca y las ruinas en la cresta que baja del nevado de Tucarhuay.  Revista Sacsahuaman (1990)
- Mysteries of Lake Titicaca: Archaeology Beneath the Waves.  In The Cultural Guide of Bolivia, McFarren, P. (ed.), Fundación Cultural Quipus, La Paz (1990)
- The Nazca Lines, Water and Mountains: An Ethno-archaeological Study.  In Recent Studies in Pre-Columbian Archaeology, N. Saunders and O. de Montmollin (eds.), British Archaeological Reports, Oxford
- The Sacred Himalaya, The American Alpine Journal (1987)
- Chavín y Tiahuanaco: Una Nueva Perspectiva de Dos Centros Ceremoniales Andinos.  Boletín de Lima (1987)
- Chavin and Tiahuanaco: A New Look at Two Andean Ceremonial Centers.  National Geographic Research (1985)
- (EN) Johan Reinhard, Sacred Mountains: An Ethno-Archaeological Study of High Andean Ruins, in Mountain Research and Development, vol. 5, n. 4, International Mountain Society, novembre 1985,  pp. 299-317, DOI:10.2307/3673292, JSTOR 3673292. URL consultato il 29 maggio 2019.
- High-Altitude Archaeology and Andean Mountain Gods. The American Alpine Journal (1983)
- Las Montañas Sagradas: Un Estudio Etnoarqueológico de Ruinas en las Altas Cumbres Andinas. Cuadernos de Historia (1983)
- The Chonos of the Chilean Archipelago.  Bulletin of the International Committee on Urgent Anthropological and Ethnological Research (1981)
- Khembalung: The Hidden Valley. Kailash, A Journal of Himalayan Studies (1978)
- Shamanism among the Raji of Southwest Nepal. In Spirit Possession in the Nepal Himalayas,  Hitchcock, J. & Jones, R. (eds.), Vikas Publishing House, New Delhi (1976)
- Shamanism and Spirit Possession: The Definition Problem. In Spirit Possession in the Nepal Himalayas, Hitchcock, J. & Jones, R. (eds.), Vikas Publishing House, New Delhi (1976)
- The Ban Rajas: A Vanishing Tribe. Contributions to Nepalese Studies (1976)
- The Raute: Notes on a Nomadic Hunting and Gathering Tribe of Nepal. Kailash, A Journal of Himalayan Studies (1974)
- Underwater Archaeology in Austria: A Preliminary Report. International Journal of Nautical Archaeology and Underwater Exploration (1974)
- Preliminary Report on Wood Working in Nepal. Anzeiger der philosophische-historischen Klasse der Osterreichischen Akadamie der Wissenschaften (1969)
- Preliminary Report on Pottery Making in the Kathmandu Valley, Nepal. Anzeiger der philosophische-historischen Klasse der Osterreichischen Akadamie der Wissenschaften (1969)
- Aperçu sur les Kusunda: peuple chasseur du Népal, Objets et Mondes (1969)
- The Kusunda: Ethnographic Notes on a Hunting Tribe of Nepal. Bulletin of the International Committee on Urgent Anthropological and Ethnological Research (1968)

In collaborazione
- Archaeological, radiological, and biological evidence offer insight into Inca child sacrifice. Proceedings of the National Academy of Sciences (co-authored with A. Wilson, et al.) (2013)
- Síntesis de Estudios Interdisciplinarios en las Momias Congeladas del Volcán Llullaillaco (co-authored with Constanza Ceruti, Previgliano, C., González J., & Arias F.). In XV Congreso Nacional de Arqueología Argentina, Austral, A. and Tamagnini, M. (eds.) (2009)
- Stable isotope and DNA evidence for ritual sequences in Inca child sacrifice (co-authored with Andrew Wilson, et al.). Proceedings of the National Academy of Sciences (2007)
- Sacred Mountains, Ceremonial Sites, and Human Sacrifice Among the Inca (co-authored with Constanza Ceruti). Archaeoastronomy (2005)
- A  Compositional Analysis of Pottery Vessels Associated with the Inca Ritual of Capacocha (co-authored with Tamara Bray, Minc, L., Ceruti, C., Perea, R. & Chávez, J.A.). Journal of Anthropological Archaeology (2005)
- Rescue Archaeology of the Inca Mummy on Mount Quehuar, Argentina (co-authored with Constanza Ceruti). In Proceedings of the Fifth World Mummy Congress, Torino (2005).
- Paleoradiologic Evaluation of the Llullaillaco Mummies (co-authored with Carlos Previgliano, et al.). American Journal of Roentgenology (2003)
- Expedición Arqueológica al Altiplano de Tarapacá y sus Cumbres (co-authored with Julio Sanhueza). Revista de Corporación para el Desarrollo de la Ciencia (1982).
- Expedición Arqueológica al Volcán Licancabur (co-authored with Ana Maria Baron). Revista de Corporación para el Desarrollo de la Ciencia (1981)
- Ascensión al Volcán Licancabur y Otros Nevados (co-authored with George Serracino and Ana Maria Barón). Revista del Centro de Investigaciones Arqueológicos de Alta Montaña (1980)